# Арена Рига
56°58′05″ пн. ш. 24°07′17″ сх. д. / 56.967958° пн. ш. 24.121344° сх. д.
Арена Рига (латис. Arēna Rīga) — багатофункціональний спортивно-концертний комплекс у місті Рига (Латвія), збудований до чемпіонату світу з хокею 2006 року (відкритий у лютому 2006 року). У квітні 2007 року на ній пройшов фінал чотирьох Балтійської баскетбольної ліги. З сезону 2008/2009 тут проводить свої домашні матчі хокейна команда «Динамо» (Рига). З сезону 2010/2011 тут також проводить свої домашні матчі команда «Рига».
З моменту побудови льодової ковзанки арена стала популярним місцем для проведення заходів для мешканців та гостей міста. Тут також тренуються команди Дитячо-юнацького хокейного центру, які готують юних хокеїстів.

## Інфраструктура
Арена вміщує 10 300 глядачів під час хокейних матчів, але більше під час баскетболу та концертів: 11 200 для баскетболу та 14 500 для концертів. Льодовий майданчик має підлогу зі спеціальним покриттям і може використовуватися для проведення концертів, виставок та культурних подій. На арені є різні закусочні та прохолодні напої, а також сувенірні крамниці та спортивний бар Betsafe.

## Транспорт до арени
Автобусне сполучення з центром Риги та прилеглими житловими районами забезпечують 24 автобусні маршрути компанії A/S «Rīgas Satiksme». Час у дорозі до центру Риги становить приблизно 15 хвилин. Вартість квитка на одну особу становить 1,50 євро. Автобусна зупинка знаходиться навпроти автостоянки льодової ковзанки.
На території льодової ковзанки є платна автостоянка.